# Sylvester Lefort
Thomas La Ruffa, meglio conosciuto con il ring name Sylvester Lefort (Nizza, 4 maggio 1984), è un wrestler francese, noto per i suoi trascorsi in WWE tra il 2012 e il 2016.

## Carriera

### Gli inizi (2006-2008)
Si addestra da Lance Storm alla Storm Wrestling Academy e termina la sua formazione nel 2006.
Il 19 novembre dello stesso anno fa il suo debutto sul quadrato perdendo un match nella Power Zone Wrestling.
Il 13 gennaio 2007 comincia a lottare nella International Catch Wrestling Alliance durante un tour sull'isola francese di Riunione nell'oceano Indiano, lottando con il nome di Eagle Mask in coppia con Pierre Fontaine perdendo contro gli UK Pitbulls. Fa coppia con Robert Ray per prendere parte al torneo Lethal Lottery Tag Team e raggiunge la finale, prima di essere eliminato da Big Dave e Charlie Rage. In singolo compete nel torneo ICWA 16 Carat Gold e nei match preliminari perde con Bulk. Per la maggior parte del 2007 lotta in alcune promozioni francesi quali l'Association Biterroise de Catch, la Fighting Spirit Federation e la Queen of Chaos. Nell'estate del 2007, è in tour con la Nu-Wrestling Evolution in Italia, dove affronta il campione del mondo Romeo Roselli. Nei suoi ultimi incontri dell'anno è nella promozione spagnola Super Wrestling Alliance dove compete sia come Eagle Mask che come Tom La Ruffa senza mai perdere.
Torna in Francia nel giugno 2008. Nelle semifinali del torneo ICWA's Japan Expo 2008 a Parigi, perde contro Metal Master. Nello stesso evento, combatte anche in coppia con Bryan Danielson. Il 2 agosto, sfida senza successo Joe E. Legend per l'ICWA World Heavyweight Championship. In un match senza squalifica il cui perdente avrebbe dovuto lasciare l'ICWA, perde contro Yan Colby.
Nel settembre 2007 si allena al NWA Pro Dojo a San Bernardino, California. Si addestra ulteriormente con Rocky Romero, Karl Anderson e T.J. Perkins. In ottobre, debutta in Messico, lottando negli eventi di Lucha Libre a Mexicali. Il 20 ottobre prende anche parte al San Francisco's Cow Palace Fan Festival, dove fa coppia con Lance Hoyt e affronta Shark Boy e Abyss. Il 4 novembre, La Ruffa debutta nell'Empire Wrestling Federation come French Stallion e sconfigge Country Bear. Durante tutto il mese di novembre, La Ruffa forma vari tag team con i quali perde sempre. Nel suo ultimo match in EWF, perde con Ronin.
Da gennaio a marzo 2008, di ritorno a Calgary, Canada, Tom assiste Lance Storm nel suo training camp. Il 18 gennaio, debutta nella Stampede Wrestling e perde con T-Bone. Lavora in varie promozioni in tutta l'Alberta come la Prairie Wrestling Alliance, la Powerzone Wrestling o la Real Canadian Wrestling, avendo dei grandi scontri con Brady Roberts e T-Bone Jack Sloan. Il 4 aprile, ritorna nell'EWF battendo Rockstar Cordova. Durante il suo tour, batte Human Tornado e Ryan Taylor in un triple threat match e sfida l'EWF Heavyweight Champion Brandon Gatson infruttuosamente. Il suo tour in America si conclude perdendo tutti i match nei suoi ultimi mesi all'EWF. Durante quest'esperienza, collabora con il collega della Storm Wrestling Academy e della federazione di sviluppo della WWE Mike Dalton. Prima di tornare in Europa nella metà del 2008, effettua dei try-out per la WWE in California ed appare brevemente in un segmento nel backstage.

### Wrestling Stars (2008-2012)
Il 4 settembre 2008, debutta nella Wrestling Stars, prima promozione francese e una delle più longeve in Europa. Assume la gimmick del guerriero greco, in onore alle sue origini.
I suoi più grandi scontri in WS sono contro Sir Robin Lequimez, Murat Bosporus, Mikey Diamonds (Mikey Whiplash, con il quale perde l'All Star Wrestling's World Mid-Heavyweight Championship a Croydon, Regno Unito, nel marzo 2009), Ghent Wakefiel e il collega francese David Michel.
Nel maggio 2011, Tom diventa il primo ed unico pro-wrestler francese a lottare professionalmente sul suolo turco, per la Turkish Power Wrestling, contro Murat Bosporus.

### WWE (2012-2016)
Nell'agosto 2012, La Ruffa sigla un contratto di sviluppo con la WWE.
Nella federazione di sviluppo della compagnia, NXT, La Ruffa prende il nome di Sylvester Lefort, e il suo debutto avviene nell'episodio del 29 maggio 2013, dove, con la gimmick di un ricco francese, fa da manager a Garrett Dylan e Scott Dawson in una vittoria ai danni di Travis Tyler e Baron Corbin. Dopo il rilascio di Dylan, fa da manager anche ad Alexander Rusev, con il quale debutta sul ring in un match contro Enzo Amore e Colin Cassady. Nell'incontro, Rusev attacca lo stesso Lefort, il quale verrà affiancato alla debuttante Lana. Con Dawson infortunato, Lefort comincia a lottare in singolo perdendo con Mason Ryan all'inizio del 2014.
Nella puntata dell'8 maggio, forma un nuovo tag team con Marcus Louis prendemdo il nome di i Legionnaires.

### Total Nonstop Action (2016)
Dopo aver lottato in un evento PPV One Night Only  il 23 marzo firma un contratto con la TNA e prende il ring name di Baron Dax.
In una puntata dei primi mesi del 2016 Al Snow aggredisce Mahabali Shera e Grado al di fuori degli studi rompendo un braccio a Grado e nelle puntate successive sostiene che la TNA sbaglia ad offrire un contratto a lottatori come Grado in quanto non adatti al livello dei lottatori della federazione. 

In seguito si presenta con fischietto e tuta da allenatore e con due lottatori francesi (Basile Baraka e Baron Dax e con tanto di bandiera francese), indicando la Francia come nuovo territorio di sviluppo per la TNA.
Il 24 maggio 2016 Basile Baraka e Baron Dax aiutano Al Snow in un match contro Grado ed il 31 maggio si presentano come una stable che prende il nome di The Tribunal e dopo un breve discorso (di Al Snow), Grado e Mahabali Shera arrivano sul ring per confrontarsi con loro in una rissa tra quattro uomini e con Al Snow che colpisce con una sedia Shera e Grado dando inizio ad una faida. 

La settimana seguente combattono in un 10-man tag team match unendosi ad Abyss, Crazzy Steve ed Eli Drake contro Bram, The BroMans, Grado e Mahabali Shera e che vincono.
A Slammiversary sconfiggono ancora Grado e Mahabali Shera mentre il 14 giugno perdono contro Decay (Abyss e Crazzy Steve) in un Fatal four-way tag team match che comprendeva anche Grado, Mahabali Shera e The BroMans e che metteva in palio il titolo TNA World Tag Team Championship. 

Il 20 ottobre in una puntata di Impact perdono ancora la possibilità di vincere il titolo di coppia contro The Hardys (Brother Nero e "Broken" Matt Hardy).
Il 10 dicembre la TNA annuncia il mancato rinnovo del contratto.

## Personaggio

### Mosse finali
- Frog splash

## Titoli e riconoscimenti
All Star Promotion
- World Mid-Heavyweight Championship (1)

Association Biterroise de Catch
- ABC Tag Team Championship (1) - con Brian Anthony
- ABC Ultimate Championship (1)

Ouest Catch
- Ouest Catch Championship (1)

Pro Wrestling Illustrated
- 200º tra i 500 migliori wrestler singoli nella PWI 500 (2016)